# کوریو (شرکت)
کوریو (به هلندی: Corio) شرکت هلندی سرمایه‌گذاری املاک است، که دارای تعداد زیادی فروشگاه و مرکز خرید در کشورهای هلند، فرانسه، ایتالیا، اسپانیا، آلمان و ترکیه می‌باشد، که ارزش آنها بالغ بر ۷ میلیارد یورو برآورد شده است.
دفتر مرکزی این شرکت در شهر اوترخت، هلند قرار دارد و بخشی از سهام آن در بازارهای بورس یورونکست پاریس و یورونکست آمستردام معامله می‌شود.